# Лагоа-Санта (Гояс)
Лагоа-Санта (порт. Lagoa Santa) — муниципалитет в Бразилии, входит в штат Гояс. Составная часть мезорегиона Юг штата Гойас. Входит в экономико-статистический микрорегион Киринополис. Население составляет 1390 человек на 2022 год. Занимает площадь 462,298 км². Плотность населения — 3 чел./км².
Праздник города — 20 июля.

## Статистика
- Валовой внутренний продукт на 2003 год составляет 13 872 837,00 реалов (данные: Бразильский институт географии и статистики).
- Валовой внутренний продукт на душу населения на 2003 год составляет 14 695,80 реалов (данные: Бразильский институт географии и статистики).